# Рафаель Гарсія Кортес
Рафаель Гарсія Кортес (ісп. Rafael García Cortés, нар. 18 січня 1958, Мадрид) — іспанський футболіст, що грав на позиції півзахисника.
Виступав, зокрема, за клуб «Реал Сарагоса», а також молодіжну збірну Іспанії.
Чемпіон Іспанії. Дворазовий володар Кубка Іспанії. 

## Клубна кар'єра
У дорослому футболі дебютував 1978 року виступами за «Реал Мадрид Кастілья», того ж сезону провів дві гри чемпіонату за головну команду клубу «Реал Мадрид», який того року виборов титул чемпіона Іспанії.
Згодом з 1979 по 1980 рік грав за «Бургос», після чого на два роки повертався до мадридського «Реала».
Своєю грою за останню команду привернув увагу представників тренерського штабу клубу «Реал Сарагоса», до складу якого приєднався 1982 року. Відіграв за клуб з Сарагоси наступні п'ять сезонів своєї ігрової кар'єри. Більшість часу, проведеного у складі сарагоського «Реала», був основним гравцем команди.
Протягом 1987—1990 років захищав кольори команди клубу «Мальорка».
Завершив професійну ігрову кар'єру у клубі «Райо Вальєкано», за команду якого виступав протягом 1990—1992 років.

## Виступи за збірну
1977 року залучався до складу молодіжної збірної Іспанії.

## Титули і досягнення
- Чемпіон Іспанії (1):

«Реал Мадрид»: 1978-1979
- Володар Кубка Іспанії (2):

«Реал Мадрид»: 1981-1982
«Реал Сарагоса»: 1985-1986